# 理查德·维尔伦斯
理察·保羅·"列治"·韋倫斯（英語：Richard Paul "Richie" Wellens，1980年3月26日—）是一名英格蘭足球運動員，司職中場，出身曼聯青訓系統。

## 生平

### 球會
曼聯
韋倫斯在曼徹斯特市中心東北面的莫斯頓區（Moston）出生，他在曼聯展開足球事業，同期受訓的隊友有韦斯·布朗和約翰·奧沙等。韋倫斯為曼聯一隊唯一的上陣，是於1999年10月13日在英格蘭聯賽盃以0-3負於阿士東維拉以後補身份登場。
黑池
韋倫斯在曼聯備受缺乏上陣機會的困擾，他於2000年轉投黑池，他隨即成為球隊的常規正選。效力期間於2001年在千禧球場，透過附加賽決賽獲得升班乙組聯賽的最後一個席位。卡的夫千禧球場可稱為韋倫斯和黑池的福地，其後於2002年及2004年兩次重臨均成功贏得英格蘭聯賽錦標。他為黑池上陣191場聯賽後於2005年離隊轉投奧咸。
奧咸
2005年韋倫斯離開黑池加盟家鄉球會奧咸，而斯科特·维农（Scott Vernon）則轉投黑池作為交換，用以避開當年韋倫斯由曼聯投效黑池時的50%轉售分紅附加條款。2007年夏季韋倫斯拒絕奧咸提供改善條件的新約後，他與另一支英甲球隊唐卡士打簽署兩年合約。
唐卡士打
韋倫斯是唐卡士打於2007/08年球季透過附加賽升班英冠的主力成員，他的出色表現為他帶來多個個人獎項。韋倫斯在2007年8月於英格蘭聯賽盃4-1擊敗林肯城取得加盟後的首個競爭性賽事的入球。2008年7月24日韋倫斯與唐卡士打簽訂三年新約。他於夏季接受腹股沟疝手術，但到了10月又再要動手術切除鼠蹊部的疤痕組織，因此需要缺陣1個月。韋倫斯於效力唐卡士打期間合共上陣97場及射入10球，2009年夏季以100萬英鎊的身價轉投莱斯特城。
韋倫斯於2003/04年（黑池，乙組〈III〉）、2006/07年（奧咸，英甲）和2007/08年（唐卡士打，英甲）入選PFA年度最佳陣容。
李斯特城
2009年7月7日韋倫斯以潛在可增加至120萬英鎊的轉會費加盟李斯特城，簽署三年合約，是球隊當年夏季最貴重的收購，韋倫斯獲BBC體育頻道提名為球會2009/10年球季的關鍵球員。他於2009年8月8日首披李斯特城戰衣，以2–1擊敗斯旺西；直到2010年5月2日才在2–0戰勝米杜士堡取得加盟後的首個入球。效力的首個球季韋倫斯幾乎出席球隊的所有英冠賽事，只曾缺陣3場比賽。他成為尼格尔·皮尔逊麾下的一員猛將，李斯特城以第5位的成績結束球季闖入升班附加賽，惟不幸在準決賽首回合主場0-1負於卡迪夫城腳下，次回合作客威爾斯雖然以3-2贏回一仗，累計3-3平手，但最終互射十二碼以3-4落胸敗被淘汰。
翌季韋倫斯在兩名新帥保罗·索萨和斯文·約蘭·艾歷臣先後領導下繼續穩守中場席位，於2011年1月更獲選為「英冠每月最佳球員」，並於5月3日獲選球會年度最佳球員。2011年3月19日韋倫斯與李斯特城續約至2014年。
2011/12年球季尼格尔·皮尔逊回巢任教，韋倫斯整季在各項賽事合共上陣46場及於修咸頓身上取得唯一的入球，並曾19次帶上隊長臂章參賽。但韋倫斯於4月對韋斯咸時受傷退下火線，賽後證實膝蓋前十字韌帶局部撕裂，需要缺陣長達6個月至來季季中。
2012年10月4日傷愈後的韋倫斯與葉士域治簽署1個月借用合約，於上陣7場後結束借用返回李斯特城。

## 榮譽
黑池
- 英格蘭足球丙組聯賽附加賽冠軍：2000/01年；
- 英格蘭聯賽錦標：2001/02年、2003/04年：

唐卡士打
- 英格蘭足球甲級聯賽附加賽冠軍：2007/08年；

個人
- 乙組〈III〉PFA年度最佳陣容：2003/04年；
- 英甲〈III〉PFA年度最佳陣容：2006/07年；
- 英甲〈III〉PFA年度最佳陣容：2007/08年；
- 唐卡士打年度最佳球員：2007/08年；
- 英冠每月最佳球員：2011年1月；
- 莱斯特城年度最佳球員：2010/11年；

## 外部連結
- Richie Wellens player profile at doncasterroversfc.co.uk
- Richie Wellens player profile at oldhamathletic.co.uk
- Richie Wellens player profile at blackpoolfc.co.uk
- 足球数据库：理查德·维尔伦斯的球员统计数据